# 미츠바아오이

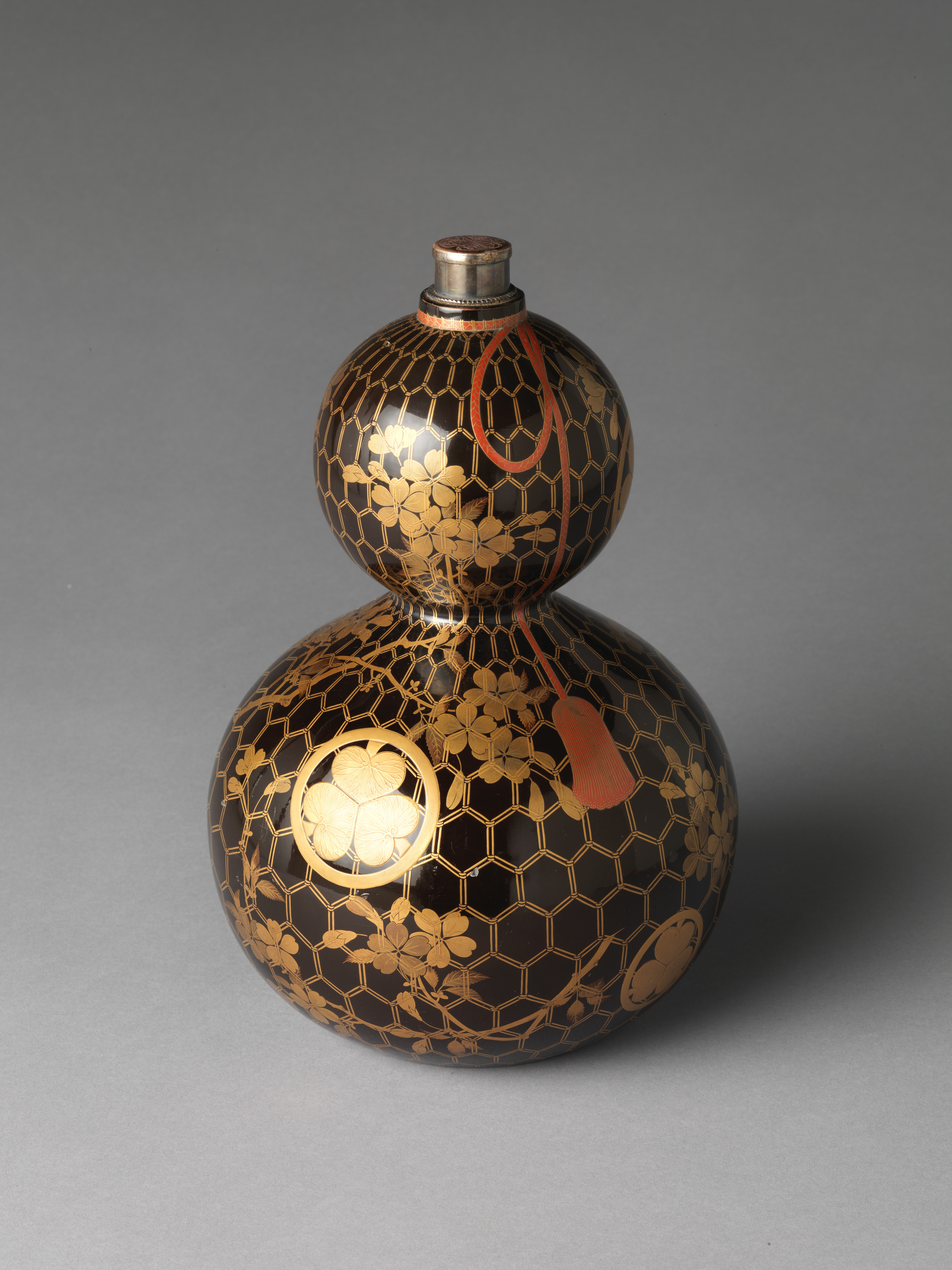
미츠바아오이몬이 그려진 표주박형태의 마키에 주기(酒器). 에도 시대. 18세기. 메트로폴리탄 미술관 소장

미츠바아오이/미츠아오이/아오이도모에(일본어: 三つ葉葵・三葉葵・三つ葵・三葵・葵巴 みつばあおい・みつばあおい・みつあおい・みつあおい・あおいどもえ[*])는 일본의 가몬 "아오이몬(葵紋)"의 한 종류로, 아오이의 잎을 3개 그린 도안의 가몬이다. 보통, "三つ葉葵"라고 하면 도쿠가와가가 사용한 마루니미츠바아오이"와 같은 부류의 무늬를 가리키는 경우가 많다.

## 도안

### 도쿠가와 일문의 미츠바아오이(三つ葵)
도쿠가와 쇼군가, 도쿠가와 고산케 (오와리 도쿠가와가, 키슈 도쿠가와가, 미토 도쿠가와가)에서는, 같은 "마루니미츠바아오이(丸に三つ葉葵)"를 이용한다. 도쿠가와 종가가 사용하는 미츠바아오이를 도쿠가와아오이(徳川葵)라고 부른다. 마루니미츠바아오이와 도쿠가와아오이는 "마루(丸)"와 "아오이(茎)"로 하는 부분이 일체인 것으로 구별하기도 한다.
고산케 각각에서는 잎의 모양 (심芯)의 수의 차이 등이 있다. 같은 쇼군가의 것이라도 도쿠가와 3개까지가 한 장당 33줄기로, 시간이 지날수록 점차 줄어들어, 츠나요시, 요시무네에는 그림 7번 (아이즈아오이)과 같은 비슷한 잎을 사용하고 있다.
그 아이즈미츠바아오이(会津三葵)는, 특히 아이즈 마츠다이라가가 이용했다. 도쿠가와 종가, 고산케의 미츠바아오이 문양과 거의 같은 도안이지만, 3장의 잎은 오리지널 아오이 (후타바아오이) 잎 도안이 아니라, 비슷한 도안의 가몬인 코호네몬 (그림 9번)의 잎을 닮았다. 덧붙여서, 코호네몬으로는 "마루니카시라아와세미츠바코호네(丸に頭合わせ三つ河骨)"라고 하며, 아이즈아오이보다 약간 가는 잎의 도안을 이용하는 경우가 많다.
마루니미츠우라아오이(丸に三つ裏葵, 그림 8번)는 세 개의 아오이의 잎맥을 생략한 도안이다. 도쿠가와 고산케가 군 깃발의 기몬으로 사용하였다. 그 밖에 도쿠가와 타다나가의 묘지에서 볼 수 있다. 에도 시대 중기의 수필 『塩尻』에는 도쿠가와 이에야스가 도쿠가와 고산케에 대해, 가몬의 도안에 대해 언급하고, 미토 도쿠가와가에 대해 뒷잎 3장으로 미츠바아오이를 만들도록 명령하였다.
2015년 2월, 포르투갈 볼사궁 벽화 복원 작업 중인 그림의 밑에, 도쿠가와가의 가몬이 그려져 있는 것이 발견되었다. 1862년, 막부가 보낸 사절단이 포르투국제박람회에 참석했기 때문에, 참가 관계자들의 문장을 그린 것으로 추측되고 있다.

그림 3. 도쿠가와아오이. 오와리 츄나곤 아오이나 미토 미츠아오이에 가까운 도안
그림 4. 도쿠가와 아오이 (에도 시대 후기). 13개의 심의 잎의 도안
그림 5. 미토미츠아오이의 예 (미토 도쿠가와가)
그림 6. 오와리 츄나곤 아오이 (오와리 도쿠가와가)
그림 7. 아이즈 미츠아오이 (아이즈 마츠다이라가)
그림 8. 마루니미츠우라아오이
그림 9. 코호네몬의 "미츠코호네"

### 타치아오이(立ち葵)
타치아오이(立ち葵)는 미츠바아오이와 마찬가지로, 쥐방울덩굴과 후타바아오이를 도안화한 것이다. 참고로 아욱과의 여러해살이풀인 접시꽃과의 관련은 없다.
그림 10번은 "후타바아오이"의 오른쪽에 1개의 잎이 있어 "미기하나레타치아오이(右離れ立ち葵)"라고도 한다. 이 도안은 나가노 젠코지가 이용하고 있다. 또, 동그라미에 쌓인 것을 "혼다타치아오이(本多立ち葵, 그림 11번)"이라고 하며, 주로 혼다씨가 사용했다.
그 밖에, 하부에 흐르는 물을 그린 "타치아오이니미즈(立ち葵に水)", 두 잎 사이에 꽃을 그리는 "하나타치아오이(花立ち葵)", 왼쪽에 하나의 잎이 있는 "히다리하나레타치아오이(左離れ立ち葵)"도 존재한다. 후타바아오이와는 다른 식물로, 물풀의 물옥잠을 도안화한 "미즈아오이(水葵)"도 "타치아오이니미즈(立ち葵に水)"와 동일하게 그려지는데, 2개의 꽃을 그리고, 잎 도안에는 우라아오이(裏葵)를 사용한다. 특히, 물옥잠과 후타바아오이는 거의 구별되지 않았던 적도 있으며, 이것도 아오이몬에 포함된다.

그림 10. 타치아오이
그림 11. 혼다타치아오이

## 같이 보기
- 가몬 목록
- 미토코몬
- 망나니 쇼군
- 미토 홀리호크
- 미츠카시와